# Sydney Motorsport Park
Sydney Motorsport Park – australijski tor wyścigowy położony w obszarze aglomeracji Sydney. Został wybudowany przez rząd Nowej Południowej Walii w 1990, a jego operatorem jest Australian Racing Drivers Club.
Konfiguracja toru sprawia, że jest on szybki a jazda na nim jest płynna. Używany jest w wielu australijskich seriach wyścigów samochodowych i motocyklowych. Odbywały się na nim też międzynarodowe serie zawodów, m.in.:
- Motocyklowe Grand Prix Australii (w latach 1991-1996)
- A1 Grand Prix (sezony 2005/06, 2006/07 i 2007/08)
- V8 Supercars/ATCC (w 1990, 1992–2005, 2007–2008)

Cały kompleks składa się m.in. z toru wyścigowego, toru kartingowego i placu poślizgowego. Na torze regularnie odbywają się również koncerty i festiwale rockowe.